# Segunda División de México 1956-57
La Temporada 1956-57 de la Segunda División de México fue el séptimo torneo de la historia de la segunda categoría del fútbol mexicano. Se disputó entre los meses de julio de 1956 y enero de 1957. Contó inicialmente con catorce equipos, sin embargo el Marte fue descalificado tras diez jornadas. El Zamora fue el campeón de la categoría volviendo así a la primera división una temporada después de su descenso. Es de destacarse que el Morelia ganó en la mesa el ascenso a la máxima competición, como consecuencia de la desaparición del Puebla.

## Cambios
- Monterrey ascendió a primera división.
- Zamora descendió desde el máximo circuito.
- Nacional de Guadalajara y Refinería Madero ingresaron a la liga como nuevos equipos.
- Independiente de Toluca desapareció antes de iniciar la temporada.

## Formato de competencia
Los catorce equipos compiten en un grupo único, todos contra todos a visita recíproca. Se coronaria campeón el equipo con la mayor cantidad de puntos y así conseguir el ascenso; si al final de la campaña existiera empate entre dos equipos en la cima de la clasificación, se disputaría un duelo de desempate para definir al campeón, esto claro sin considerar de por medio ningún criterio de desempate.

## Equipos participantes

### Equipos por Entidad Federativa
| Entidad Federativa | N.º | Equipos                            |
| ------------------ | --- | ---------------------------------- |
| Guanajuato         | 3   | Celaya, Montecarlo y San Sebastián |
| Michoacán          | 3   | La Piedad, Morelia y Zamora        |
| Distrito Federal   | 2   | IPN y UNAM                         |
| Estado de México   | 1   | Oviedo                             |
| Coahuila           | 1   | Laguna                             |
| Jalisco            | 1   | Nacional                           |
| Morelos            | 1   | Marte                              |
| Querétaro          | 1   | Querétaro                          |
| Tamaulipas         | 1   | Refinería Madero                   |

### Información sobre los equipos participantes
| Equipo                 | Ciudad                           | Estadio                      |
| ---------------------- | -------------------------------- | ---------------------------- |
| Celaya                 | Celaya, Guanajuato               | Miguel Alemán Valdés         |
| I.P.N.                 | México, D.F.                     | Olímpico Universitario       |
| La Piedad              | La Piedad, Michoacán             | Juan N. López                |
| Laguna                 | Torreón, Coahuila                | San Isidro                   |
| Marte                  | Cuernavaca, Morelos              | Deportivo Morelos            |
| Morelia                | Morelia, Michoacán               | Campo Morelia                |
| Montecarlo de Irapuato | Irapuato, Guanajuato             | Revolución                   |
| Nacional               | Guadalajara, Jalisco             | Parque Oro                   |
| Oviedo de Tlalnepantla | Tlalnepantla, Estado de México   | Campo deportivo Tlalnepantla |
| Querétaro              | Santiago de Querétaro, Querétaro | Municipal de Querétaro       |
| Refinería Madero       | Ciudad Madero, Tamaulipas        | Tampico                      |
| San Sebastián          | León, Guanajuato                 | La Martinica                 |
| U.N.A.M.               | México, D.F.                     | Olímpico Universitario       |
| Zamora                 | Zamora, Michoacán                | Moctezuma                    |

## Clasificación
| Pos. | Equipo           | Pts. | PJ | G  | E  | P  | GF | GC | Dif. | Clasificación              |
| ---- | ---------------- | ---- | -- | -- | -- | -- | -- | -- | ---- | -------------------------- |
| 1    | Zamora (C)       | 34   | 24 | 15 | 4  | 5  | 40 | 18 | +22  | Ascenso a Primera División |
| 2    | Morelia          | 33   | 24 | 14 | 5  | 5  | 45 | 25 | +20  | Ascenso a Primera División |
| 3    | San Sebastián    | 32   | 24 | 11 | 10 | 3  | 39 | 20 | +19  |                            |
| 4    | Laguna           | 28   | 24 | 11 | 6  | 7  | 54 | 42 | +12  |                            |
| 5    | Nacional         | 26   | 24 | 10 | 6  | 8  | 45 | 30 | +15  |                            |
| 6    | Celaya           | 26   | 24 | 10 | 6  | 8  | 31 | 28 | +3   |                            |
| 7    | Montecarlo       | 26   | 24 | 11 | 4  | 9  | 31 | 28 | +3   |                            |
| 8    | La Piedad        | 23   | 24 | 9  | 5  | 10 | 29 | 25 | +4   |                            |
| 9    | Refinería Madero | 23   | 24 | 9  | 5  | 10 | 27 | 40 | −13  |                            |
| 10   | Querétaro        | 21   | 24 | 7  | 7  | 10 | 28 | 31 | −3   |                            |
| 11   | IPN              | 15   | 24 | 4  | 7  | 13 | 20 | 35 | −15  |                            |
| 12   | UNAM             | 13   | 24 | 4  | 5  | 15 | 24 | 56 | −32  |                            |
| 13   | Oviedo           | 12   | 24 | 4  | 4  | 16 | 21 | 56 | −35  |                            |
| 14   | Marte            | 0    | 0  | 0  | 0  | 0  | 0  | 0  | 0    |                            |

 Fuente: RSSSF
Criterios de clasificación: Puntos · Diferencia de goles · Goles a favor · Play-off
Notas:
1. ↑  El Marte disputó las primeras 19 jornadas, sin embargo en el partido contra Morelia celebrado el 18 de noviembre se alinearon dos jugadores no registrados. La Federación inició una investigación que concluyó un mes más tarde con la descalificación del equipo y la anulación de todos sus partidos.

|                             |
| Zamora Campeón 1.er título. |

## Resultados
| Local \ Visitante | CEL | IPN | LPD | LAG | MTC | MOR | NAC | OVI | QUE | RMA | SSE | UNM | ZAM |
| ----------------- | --- | --- | --- | --- | --- | --- | --- | --- | --- | --- | --- | --- | --- |
| Celaya            | —   | 3–1 | 2–0 | 2–0 | 3–0 | 0–2 | 1–1 | 1–0 | 0–0 | 0–0 | 0–0 | 2–0 | 3–1 |
| IPN               | 0–2 | —   | 0–1 | 0–2 | 0–1 | 0–0 | 0–0 | 1–3 | 2–0 | 1–2 | 1–1 | 0–0 | 0–1 |
| La Piedad         | 2–0 | 4–0 | —   | 1–1 | 3–0 | 0–1 | 0–0 | 5–0 | 1–0 | 1–3 | 0–0 | 3–0 | 0–1 |
| Laguna            | 2–2 | 3–1 | 4–0 | —   | 2–1 | 2–1 | 2–2 | 4–0 | 2–2 | 5–1 | 2–2 | 4–0 | 1–3 |
| Montecarlo        | 3–0 | 1–1 | 3–0 | 0–2 | —   | 2–0 | 1–0 | 5–1 | 0–2 | 1–2 | 2–1 | 2–1 | 0–0 |
| Morelia           | 3–2 | 1–1 | 3–1 | 4–3 | 4–0 | —   | 2–0 | 6–0 | 1–0 | 3–1 | 1–1 | 2–0 | 0–1 |
| Nacional          | 1–2 | 1–2 | 0–1 | 4–3 | 1–0 | 5–3 | —   | 6–2 | 2–0 | 3–0 | 2–0 | 7–2 | 1–1 |
| Oviedo            | 2–2 | 1–0 | 1–5 | 2–5 | 0–1 | 0–1 | 0–1 | —   | 0–3 | 0–1 | 0–1 | 4–1 | 1–0 |
| Querétaro         | 2–1 | 2–2 | 0–0 | 4–0 | 0–1 | 2–2 | 0–5 | 2–2 | —   | 3–1 | 1–2 | 2–1 | 1–0 |
| Refinería Madero  | 3–1 | 1–0 | 0–0 | 0–2 | 2–2 | 1–2 | 1–0 | 1–1 | 3–1 | —   | 1–1 | 2–0 | 0–5 |
| San Sebastián     | 1–0 | 2–1 | 2–0 | 6–0 | 3–2 | 1–1 | 1–0 | 2–0 | 0–0 | 2–0 | —   | 6–1 | 1–2 |
| UNAM              | 1–2 | 2–4 | 2–0 | 2–2 | 0–3 | 1–2 | 2–2 | 1–1 | 2–1 | 2–0 | 1–1 | —   | 2–0 |
| Zamora            | 3–0 | 1–2 | 2–1 | 2–1 | 0–0 | 1–0 | 4–1 | 1–0 | 1–0 | 4–1 | 2–2 | 4–0 | —   |